# Petrobium arboreum
Petrobium arboreum là một loài thực vật có hoa trong họ Cúc. Loài này được (J.R.Forst. & G.Forst.) R.Br. ex Spreng. miêu tả khoa học đầu tiên năm 1826.